# Albaniens försvarsmakt
Albaniens väpnade styrkor (på albanska Forcat e Armatosura të Shqipërisë [FASH]) är en albansk myndighet grundad vid självständigheten 1912, som ansvarar för Albaniens säkerhet. Det albanska försvarshögkvarteret ligger i Tirana. Albanien har allmän värnplikt från 18 års ålder med ett års tjänstetid. Sedan början av 2000-talet pågår en omstrukturering av försvarsmakten med USA:s hjälp. År 2010 ska försvaret omfatta 13 800 man. År 2006 var det 6 200 man i armén, 1 100 man i marinen och 1 370 man i flygvapnet. Marinen har cirka 30 mindre fartyg och flygvapnet ungefär 25 helikoptrar. Albanien blev medlem i Nato den 1 april 2009, samtidigt som Kroatien.

### Fotnoter
1. ↑  ”Arkiverade kopian”. Arkiverad från originalet den 26 mars 2012. https://web.archive.org/web/20120326204648/http://www.aaf.mil.al/kontakt.php?lang=EN. Läst 27 december 2012.